# رومئوی رقصان
رومئوی رقصان (انگلیسی: Dancing Romeo) یک فیلم کوتاه در ژانر کودکان و کمدی به کارگردانی سی اندفیلد است که در سال ۱۹۴۴ منتشر شد که ۲۲۰مین و آخرین فیلم از آثار دارودسته ما محسوب می‌شود. از بازیگران آن می‌توان به رابرت بلیک اشاره کرد.